# Führer der Sonderverbände
Der Führer der Sonderverbände (kurz F.d.S.) waren zwei Dienststellen der Kriegsmarine.

## Geschichte
Mit Kriegsbeginn wurden zivile Boote für den militärischen Einsatz herangezogen und entsprechend umgebaut. Hierbei wurden z. B. Handelsschiffe zu Minenlegern und Fischdampfern zu U-Bootjäger umgebaut. Die mit diesen Schiffen zusammengestellten Einheiten unterstanden einsatztechnisch dem jeweiligen Marinegruppenkommando, entweder für die Nordsee in Wilhelmshaven oder für die Ostsee in Kiel.
Im Januar 1940 wurden zwei Führer der Sonderverbände aufgestellt. Dabei wurden die Minenschiffe und die U-Bootjäger der Ostsee dem Führer der Sonderverbände Ost zugeteilt, die der Nordsee dem Führer der Sonderverbände West.  Die Führer der Sonderverbände wurden dem jeweiligen Marinegruppenkommando unterstellt.
Im August 1940 wurde ein eigener Führer der Minenschiffe aufgestellt und die letzte der beiden noch bestehenden Dienststellen des Führers der Sonderverbände Ost aufgelöst.
Nach der Auflösung wurden die U-Bootjäger operativ dem Führer der Vorpostenboote unterstellt.

## Führer der Sonderverbände Ost
Der Führer der Sonderverbände Ost wurde im Januar 1940 in Swinemünde aufgestellt. Die Unterstellung erfolgte unter den Marinegruppenkommando Ost. Im August 1940 wurde die Dienststelle aufgelöst.
Einziger Führer der Sonderverbände Ost war der Kapitän zur See Arnold Bentlage, der nach der Auflösung der Dienststelle Führer der Minenschiffe wurde.

### Unterstellte Einheiten Minenschiffe
- Hansestadt Danzig
- Königin Louise
- Preußen
- Tannenberg
- Schiff 23 (Cairo)

### Unterstellter Einheiten U-Bootjäger
- 11. UJ-Flottille
- 13. UJ-Gruppe
- 17. UJ-Flottille

## Führer der Sonderverbände West
Der Führer der Sonderverbände West wurde im Januar 1940 in Wilhelmshaven aufgestellt. Der Führer der Sonderverbände West wurde dem Marinegruppenkommando West unterstellt. Die Dienststelle bestand bis Mai 1940.
Einziger Führer der Sonderverbände West war der Kapitän zur See Kurt Böhmer.

### Unterstellte Einheiten Minenschiffe
- Cobra
- Kaiser
- Roland

### Unterstellter Einheiten U-Bootjäger
- 12. UJ-Flottille

### Unterstellte Einheiten Vorpostenboote
- 5. Vp-Gruppe
- 6. Vp-Gruppe
- 16. Vp-Gruppe
- 18. Vp-Gruppe